# مردالعيل (الملاجم)

تعديل مصدري - تعديل

مردالعيل هي إحدى قرى عزلة عفار آل مفتاح بمديرية الملاجم التابعة لمحافظة البيضاء، بلغ تعداد سكانها 294 نسمة حسب تعداد اليمن لعام 2004.